# Gryllotalpa
Gryllotalpa là một chi côn trùng thuộc họ Dế trũi.

## Các loài
Chi này có các loài sau:
- Gryllotalpa africana Beauvois, 1805
- Gryllotalpa australis Erichson, 1842
- Gryllotalpa babinda Otte & Alexander, 1983
- Gryllotalpa brachyptera Tindale, 1928
- Gryllotalpa brevilyra Townsend, 1983
- Gryllotalpa bulla Townsend, 1983
- Gryllotalpa chinensis Westwood, 1838
- Gryllotalpa coarctata Walker, 1869
- Gryllotalpa cophta (Haan, 1842)
- Gryllotalpa cossyrensis Baccetti & Capra, 1978
- Gryllotalpa cultriger Uhler, 1864
- Gryllotalpa debilis Gerstaecker, 1869
- Gryllotalpa dentista Yang, 1995
- Gryllotalpa devia Saussure, 1877
- Gryllotalpa elegans Chopard, 1934
- Gryllotalpa formosana Shiraki, 1930
- Gryllotalpa fulvipes Saussure, 1877
- Gryllotalpa fusca Chopard, 1930
- Gryllotalpa gorkhana Ingrisch, 2006
- Gryllotalpa gracilis Chopard, 1930
- Gryllotalpa gryllotalpa (Linnaeus, 1758)
- Gryllotalpa henana Cai & Niu, 1998
- Gryllotalpa hirsuta Burmeister, 1838
- Gryllotalpa howensis Tindale, 1928
- Gryllotalpa inermis Chopard, 1925
- Gryllotalpa insulana Chopard, 1954
- Gryllotalpa isfahan Ingrisch, Nikouei & Hatami, 2006
- Gryllotalpa jinxiuensis You & Lin, 1990
- Gryllotalpa krimbasi Baccetti, 1992
- Gryllotalpa mabiana Ma, Xu & Takeda, 2008
- Gryllotalpa madecassa (Chopard, 1920)
- Gryllotalpa major Saussure, 1874
- Gryllotalpa marismortui Broza, Blondheim & Nevo, 1998
- Gryllotalpa maroccana Baccetti, 1987
- Gryllotalpa microptera Chopard, 1939
- Gryllotalpa micropthalma Chopard, 1936
- Gryllotalpa minuta Burmeister, 1838
- Gryllotalpa monanka Otte & Alexander, 1983
- Gryllotalpa nitens Ingrisch, 2006
- Gryllotalpa nitidula Serville, 1838
- Gryllotalpa obscura Chopard, 1966
- Gryllotalpa octodecim Baccetti & Capra, 1978
- Gryllotalpa orientalis Burmeister, 1838
- Gryllotalpa ornata Walker, 1869
- Gryllotalpa oya Tindale, 1928
- Gryllotalpa parva Townsend, 1983
- Gryllotalpa pilosipes Tindale, 1928
- Gryllotalpa pluridens Townsend, 1983
- Gryllotalpa pluvialis (Mjoberg, 1913)
- Gryllotalpa pygmaea Ingrisch, 1990
- Gryllotalpa quindecim Baccetti & Capra, 1978
- Gryllotalpa robusta Townsend, 1983
- Gryllotalpa rufescens Chopard, 1948
- Gryllotalpa sedecim Baccetti & Capra, 1978
- Gryllotalpa septemdecimchromosomica Ortiz, 1958
- Gryllotalpa spissidens Townsend, 1983
- Gryllotalpa stepposa Zhantiev, 1991
- Gryllotalpa tali Broza, Blondheim & Nevo, 1998
- Gryllotalpa unispina Saussure, 1874
- Gryllotalpa viginti Baccetti & Capra, 1978
- Gryllotalpa vigintiunum Baccetti, 1991
- Gryllotalpa vineae Bennet-Clark, 1970
- Gryllotalpa wudangensis Li, Ma & Xu, 2007
- †Gryllotalpa tridactylina Secretan, 1975

## Hình ảnh

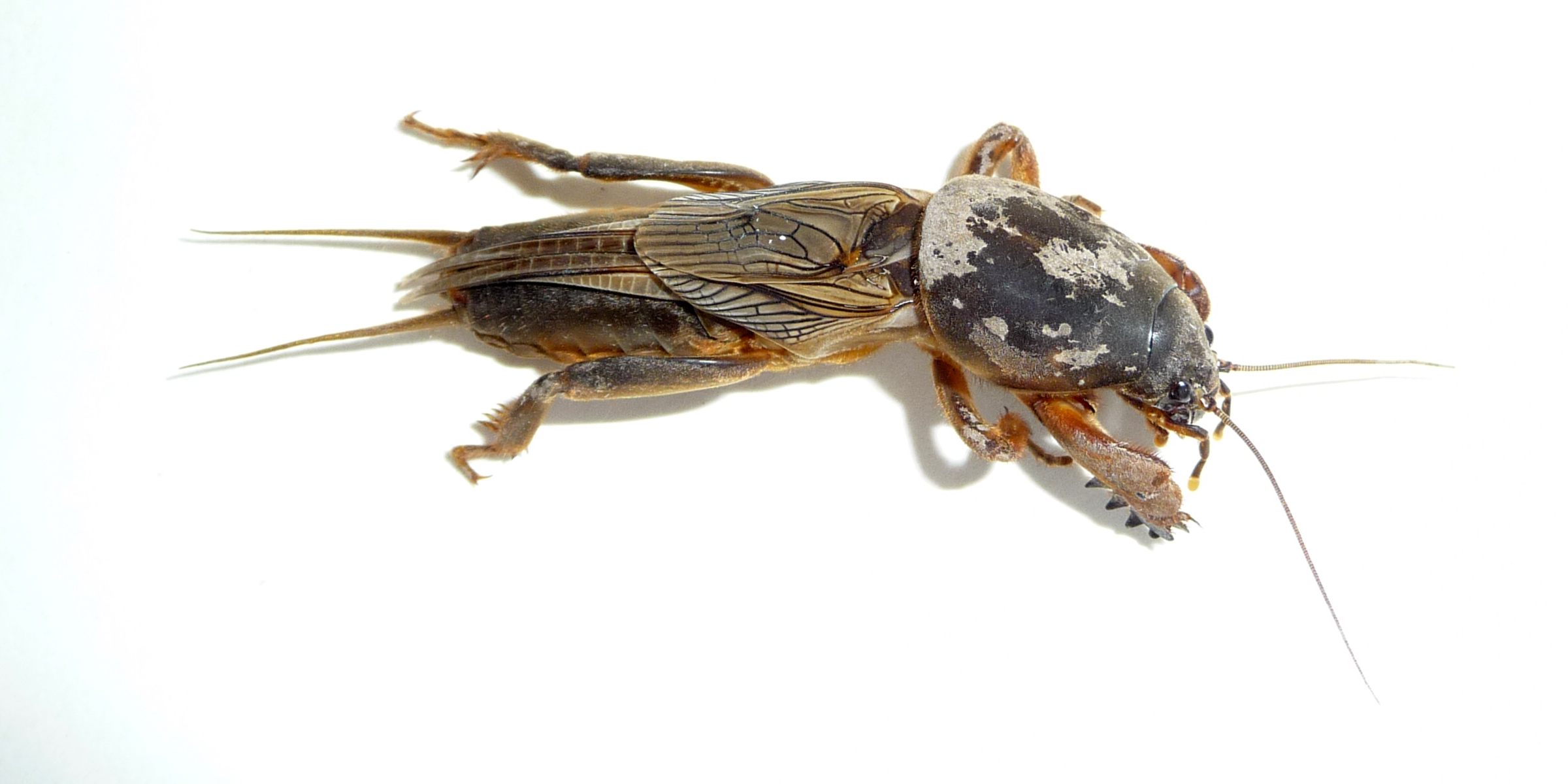
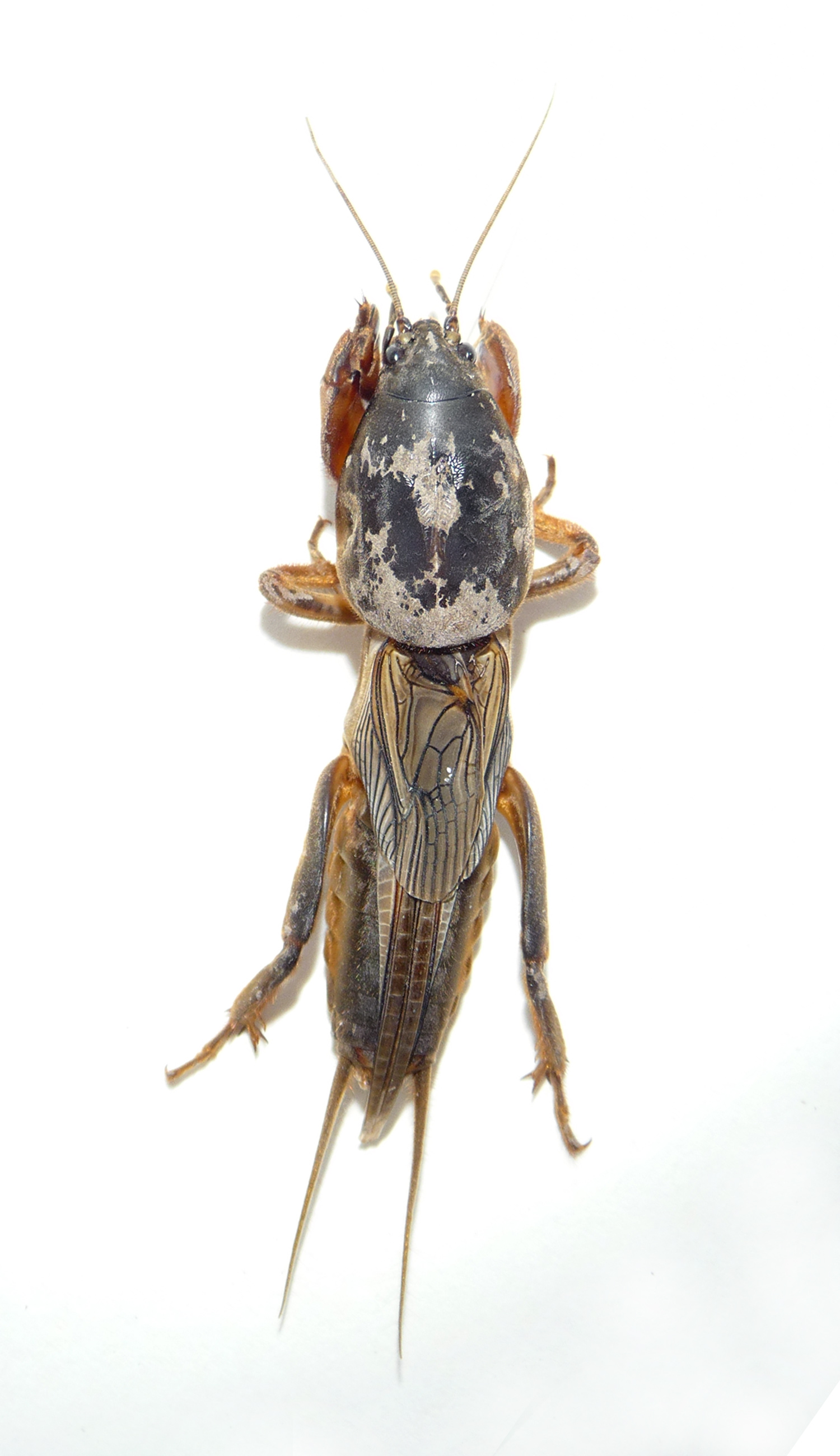
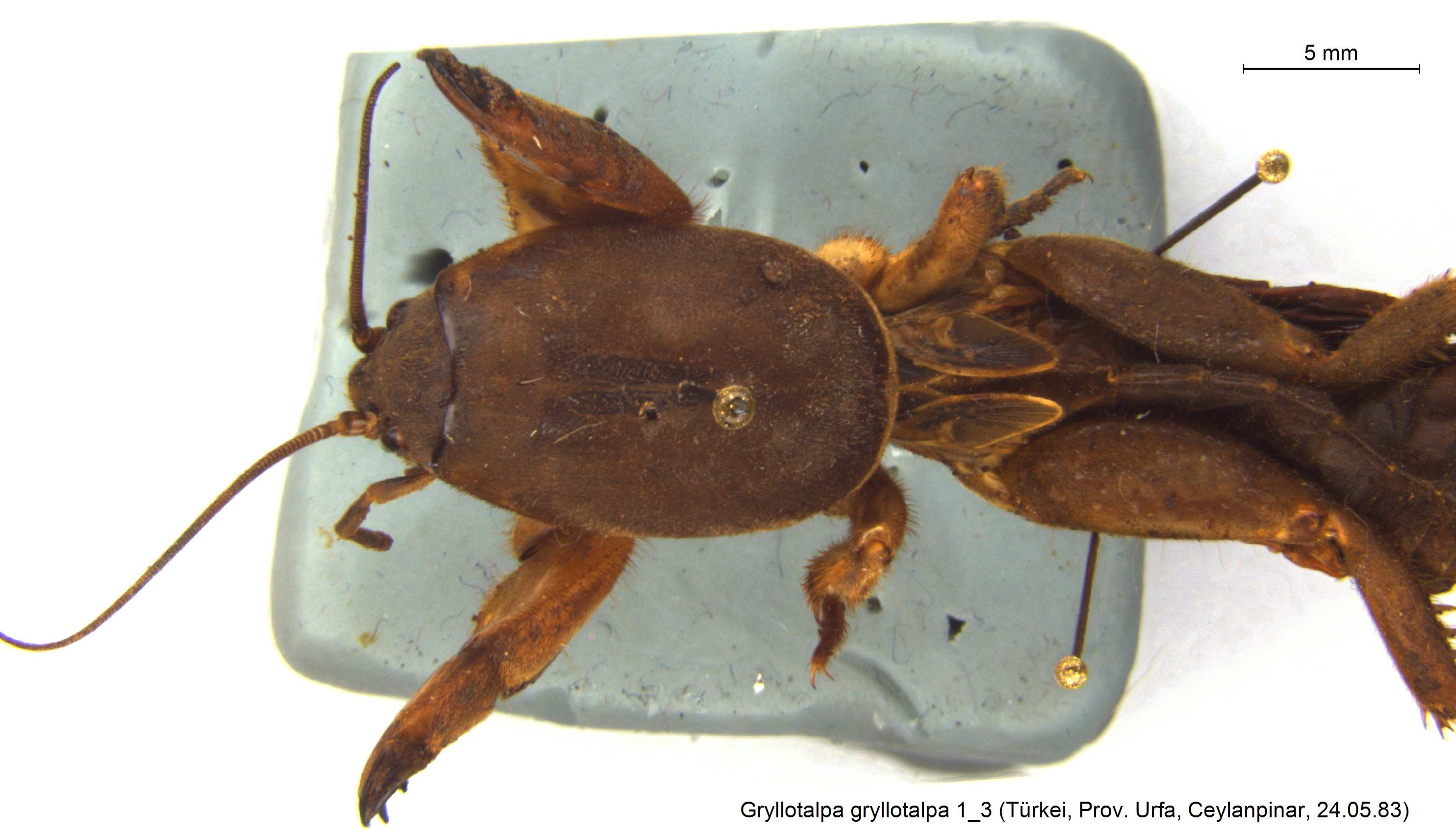
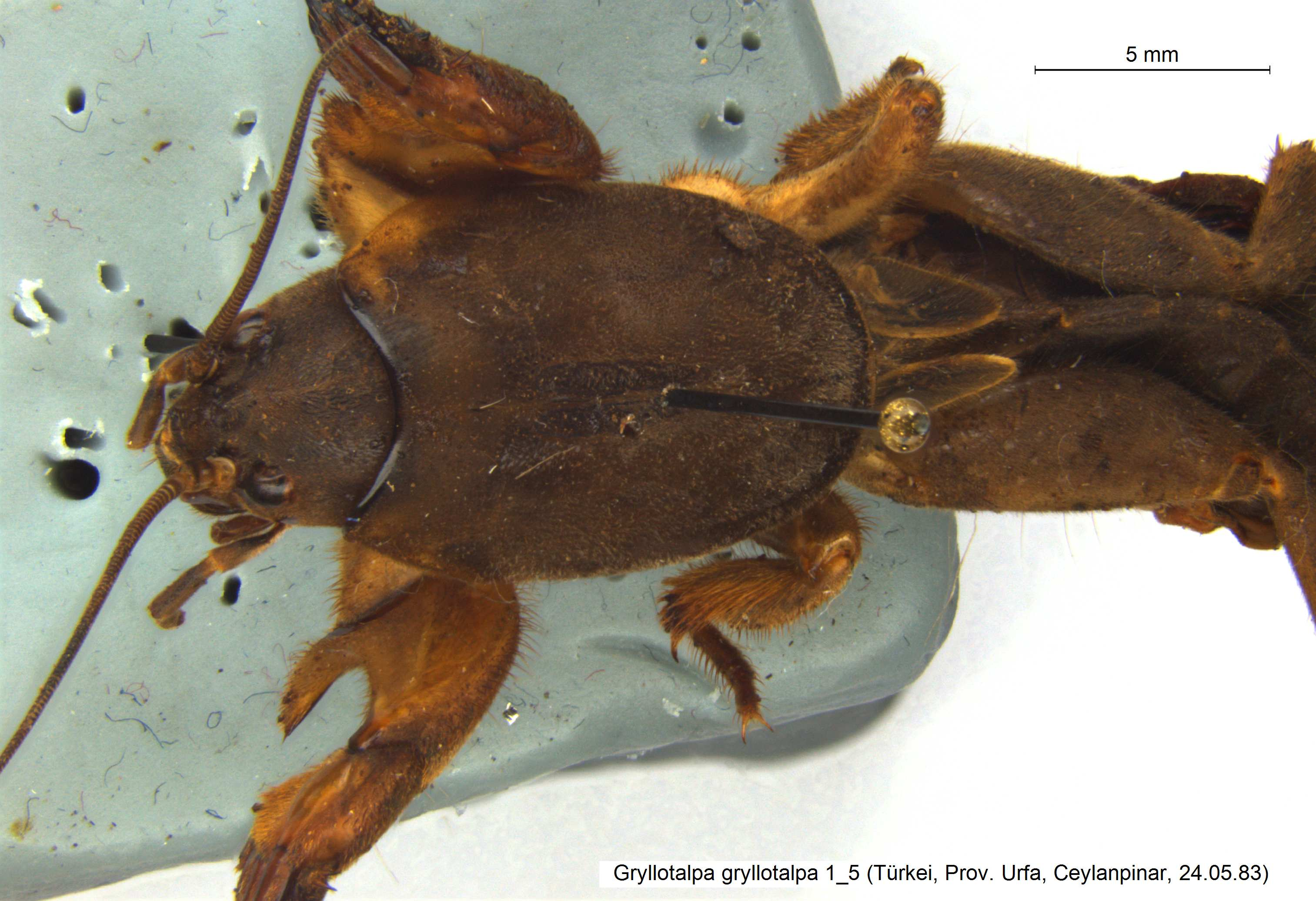